# Thiénopyridine

Ticlopidine

Clopidogrel

Prasugrel

Les thiénopyridines constituent une classe chimique d'antiagrégants plaquettaires, regroupant 3 molécules : la ticlopidine, le clopidogrel et le prasugrel. 
Ces molécules ont une action antiagrégante plaquettaire. En effet, elles agissent comme antagoniste de l'adénosine diphosphate (ADP) au niveau d'un de ses récepteurs plaquettaire : le récepteur P2Y12. Empêchant la cascade d'activation conduisant à l'activation plaquettaire : changement de forme et agrégation.
- La ticlopidine, est l'ancêtre historique de cette classe médicamenteuse. Du fait de ses nombreux effets indésirables, son utilisation est nulle aujourd'hui.
- Le clopidogrel, occupe une place de choix dans l'arsenal thérapeutique du cardiologue. En effet, en association avec l'aspirine, le clopidogrel représente le gold standard dans la prise en charge des patients présentant un syndrome coronarien aigu : infarctus du myocarde, angor instable…
- Le prasugrel, dernier-né de cette classe, a démontré une action supérieure à celle du clopidogrel dans la prévention des évènements thrombotiques chez les patients présentant un syndrome coronarien aigu et bénéficiant d'une angioplastie[1].

Une nouvelle molécule, le ticagrelor, va peut-être marquer la fin de la révolution thiénopyridine. En effet cette molécule appartient à une nouvelle classe chimique : les cyclopentyl-triazolo-pyrimidines, elle agit également sur le récepteur P2Y12, mais de façon plus puissante, plus rapide et réversible.